# 文定果属
文定果属（学名：Muntingia）是文定果科下的一个單型属，即本屬僅包括一種植物文定果（Muntingia calabura L.）。
原產於热带美洲低海拔地區，由於果實可食，現於各熱帶地區廣泛栽培。

## 名稱
文定果又稱作西印度櫻桃或南美假櫻桃。文定二字是據屬名音譯，後二者純是因其果實形態而得名。日文裡亦稱作南洋櫻（ナンヨウザクラ）。
臺灣的文定果即由佐佐木舜一於1936年所引入，於竹崎栽植作為觀賞植物。

## 形態
文定果是枝條成列，且略微下垂的小喬木，高約七至十二米。
葉片鋸齒緣，長約15厘米，寬約7厘米。
花白色，略帶臭味。
果實為淡紅色漿果，徑約1.5厘米，含約50-100顆種子。
種子極小，約0.5毫米，黃色。種子藉鳥類及食果性蝙蝠傳播。

## 分布
文定果樹耐酸、鹼、乾旱，為熱帶美洲低海地區的先趨樹種。
由於果實可食，與其耐受惡劣環境，熱帶地區廣為栽培，並藉以改善土壤以適合於其他植物生長，但同時亦可能成為入侵種類。
臺灣自1936引入後，現於南部的各縣市廣泛栽培作為行道樹。